# Acentrogobius therezieni
Acentrogobius therezieni е вид лъчеперка от семейство попчеви (Gobiidae).

## Разпространение
Видът е разпространен в Мадагаскар.